# Colossominae
Colossominae es una de las 3 subfamilias de peces Characiformes de agua dulce en las que está dividida la familia de los serrasálmidos. Las especies que integran sus 3 géneros se distribuyen en aguas subtropicales y tropicales del centro y norte de Sudamérica y son denominadas comúnmente pacúes o morocos, cachamas o  tambaquíes, pacucitos, pacupebas, palometas, etc.

## Taxonomía
Descripción original
Este taxón fue descrito originalmente en el año 2020 por Matthew A. Kolmann, Lily C. Hughes, Luz Patricia Hernández, Dahiana Arcila, Ricardo Betancur, Mark H. Sabaj, Hernán López-Fernández y Guillermo Ortí. En dicho trabajo, se utilizó la captura de exones para explorar las relaciones evolutivas entre 64 especies de los 16 géneros de Serrasalmidae y sus grupos externos más cercanos. Pudieron redefinir la sistemática interna, en la que propusieron la división subfamiliar vigente, creando este taxón. Su género tipo es Colossoma, el cual había sido descrito en 1903 por Carl H. Eigenmann y Clarence Hamilton Kennedy.
Etimología
Etimológicamente, el término “Colossominae” se construye con palabras del idioma griego, en donde: kolos significa ‘corto’ y soma es ‘cuerpo’.

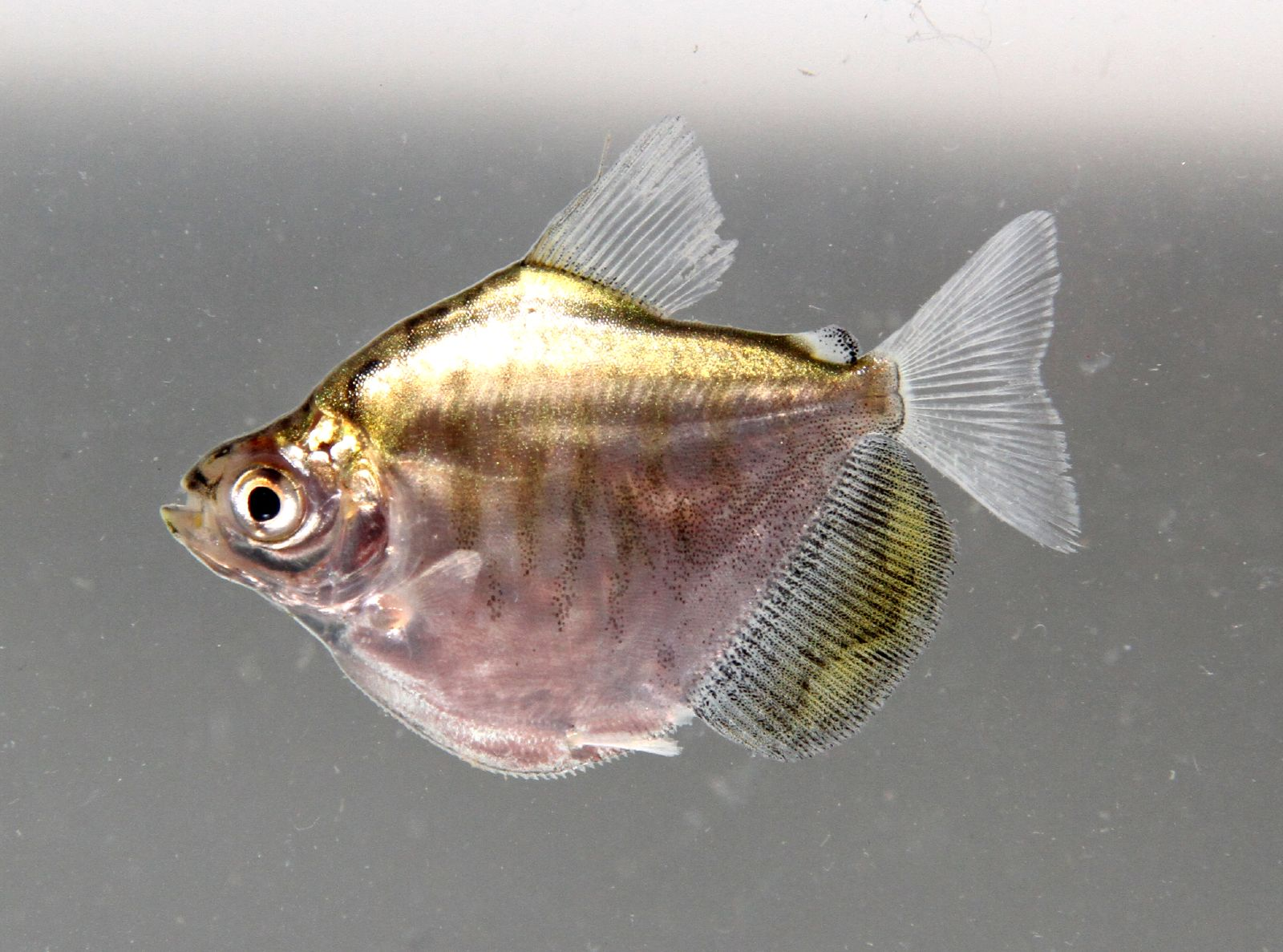
Pacucito juvenil (Mylossoma).

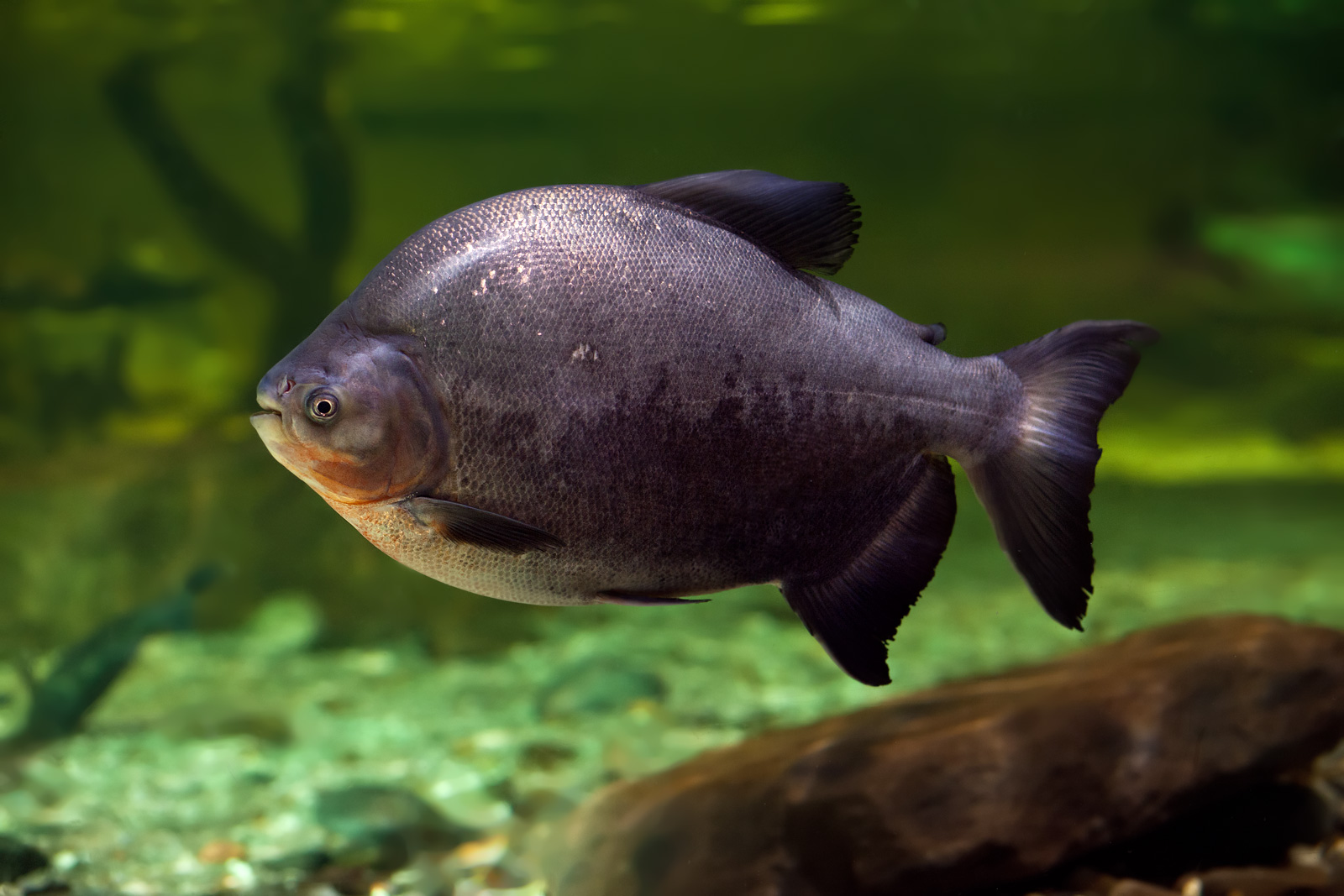
Cachama negra o tambaquí (Colossoma macropomum).

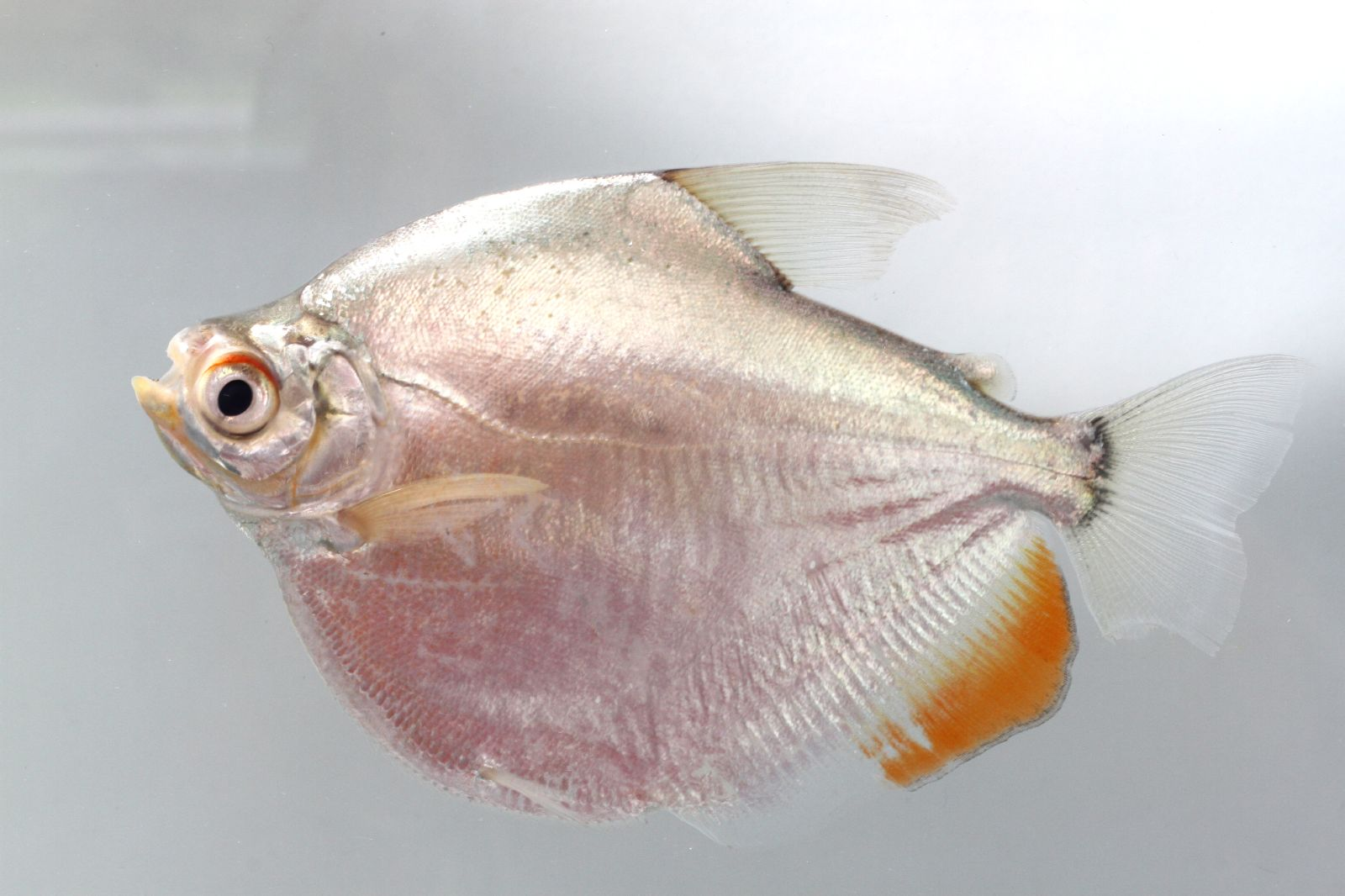
Pacucito (Mylossoma aureum).

## Subdivisión
La subfamilia Colossominae está integrada por 3 géneros:
- Colossoma  Eigenmann & Kennedy, 1903
- Mylossoma Eigenmann & Kennedy, 1903
- Piaractus Eigenmann, 1903

## Caracterización, evolución y afinidades
Una serie de sinapomorfias putativas unifican a todos los integrantes de esta subfamilia:
- aserrado abdominal generalmente con más de 40 dientes;
- aleta dorsal no precedida por un proceso espinoso continuado con el primer pterióforo;
- hueso intercalar grande y firmemente unido al neurocráneo;
- ausencia de hiato humeral en la pared muscular anterolateral;
- espina pterótica bien desarrollada y alargada;
- huesos frontales robustos con extensiones laterales bien desarrolladas, que forman una profunda y dilatada fosa;
- Mesetmoide robusto, lateralmente expandido.

## Características y hábitos
Los colosóminos presentan características morfológicas similares en su apariencia externa, con un cuerpo alto, comprimido lateralmente, mayormente en forma de disco. La mayor especie de esta subfamilia es a la vez la mayor de toda la familia Serrasalmidae, la cachama (Colossoma macropomum), de la cual se han citado ejemplares de hasta 108 cm de longitud, con pesos máximos publicados de 40 kg.
Viven en las partes potámicas de los grandes ríos y arroyos profundos. Son de dieta variada según las distintas especies, fundamentalmente es omnívora. Algunos se especializaron en consumir frutos de árboles selváticos ribereños, a los que de este modo benefician, diseminando por endozoocoria las semillas que conservan su viabilidad.

## Relación con el hombre
Algunos integrantes de esta subfamilia son muy buscados por pescadores deportivos; algunos poseen carne de excelente calidad, por lo que son objeto de pesca comercial, además de ser criados en cautividad en establecimientos piscícolas de países cálidos de todo el mundo para su aprovechamiento en la alimentación humana.
Los pacucitos (Mylossoma) son frecuentemente mantenidos como peces ornamentales en acuarios hogareños de tamaño medio. La cachama o tambaquí (Colossoma macropomum) y los pacúes (Piaractus) en cambio, en razón del tamaño que alcanzan, son más bien solo para acuarios jumbo y especialmente para acuarios públicos.